# Аллен, Джоуи
Джоуи Аллен (англ. Joey Allen; род. 23 июня 1964, Форт-Уэйн, штате Индиана, США) — американский музыкант и соло-гитарист, наиболее известный как участник глэм-метал группы Warrant. Также некоторое время играл в Knightmare II.

## Биография

### Ранние годы
Родился 23 июня 1964 года в Форт-Уэйне, штате Индиана и вырос в Ирвайне, штате Калифорния. Имеет немецкое происхождение.
Его отец — бывший руководитель отдела электроники. Мать работала в объединённом школьном округе Ирвайна. Также у Джозефа есть две старшие сестры.

## Карьера
Кейгл познакомился с вокалистом Деннисом Карлоком (aka. The Rod) и гитаристом Эриком Тёрнером в 1982 году, и они сформировали Knightmare II.
Тёрнер покинул группу весной 1984 года, перед записью мини-альбома «Death Do Us Part». Однако сам Джозеф присутствует на записи.
Кейгл также ушёл, чтобы поступить в торговую школу. В 1986 году получил степень младшего специалиста в области электронной инженерии.
Тем временем Эрик Тёрнер сформировал Warrant. Сам Джозеф присоединился к его группе в марте 1987 года, заменив оригинального гитариста Джоша Льюиса. Именно тогда Кейгл взял себе псевдоним Джоуи Аллен.
В 1994 году он покинул группу, после чего стал сертифицированным профессионалом Microsoft и пошел работать в компанию по разработке программного обеспечения.
В это время Аллен также играл в сольной группе под названием Joey Allen Project.
В интервью в 1999 году Джоуи рассказал, что это было его решение покинуть Warrant. Он ушёл, так как стиль музыки Warrant терял популярность из-за движения гранж, и он не хотел возвращаться в клубы. Он вернулся в Warrant в 2004 году после десяти лет отсутствия в группе.

## Оборудование
Он поддерживает гитары GMP, усилители Hughes и Kettner и струны Dean Markley. В интервью Эрик Тёрнер заявил: «Джоуи более техничный игрок, чем я. Я никогда не брал много уроков и не учился. Я просто учился, играя с разными людьми, собирая материал с пластинок или наблюдая, как люди играют вживую».

## Личная жизнь
У Аллена есть дочь Кайли Джо (род. 1991) от первого брака. От второго брака есть сын Каллан (род. 2012).

## Дискография
с Knightmare II
- Death Do Us Part (1985)

с Warrant
- Dirty Rotten Filthy Stinking Rich (1989)
- Cherry Pie (1990)
- Dog Eat Dog (1992)
- Born Again (2006)
- Rockaholic (2011)
- Louder Harder Faster (2017)